# Mammaiabica
Il Mammaiabica è un fiume della Sicilia orientale, che scorre in provincia di Siracusa.

## Geografia
Il fiume nasce in località Cugno Cardinale, a 566 metri di altitudine, sui monti Iblei. Nel tratto montano, il corso d'acqua viene chiamato Cava Pantalica, poi Cava Cardinale, Cava di Alfano, Cava Bagni, Cavadonna e, infine, Mammaiabica. Lungo il suo percorso degrada dolcemente verso il livello del mare, fino a gettarsi nel Porto Grande di Siracusa – a fianco del Ciane e dell'Anapo –, nel mar Ionio.
Le acque meteoriche del Mammaiabica attraversano i territori comunali di Canicattini Bagni e Floridia.
Tommaso Fazello informa che nel secolo del 1500 esisteva l'acquedotto Cavadonna vicino alla sorgente del fiume.

## Galleria d'immagini

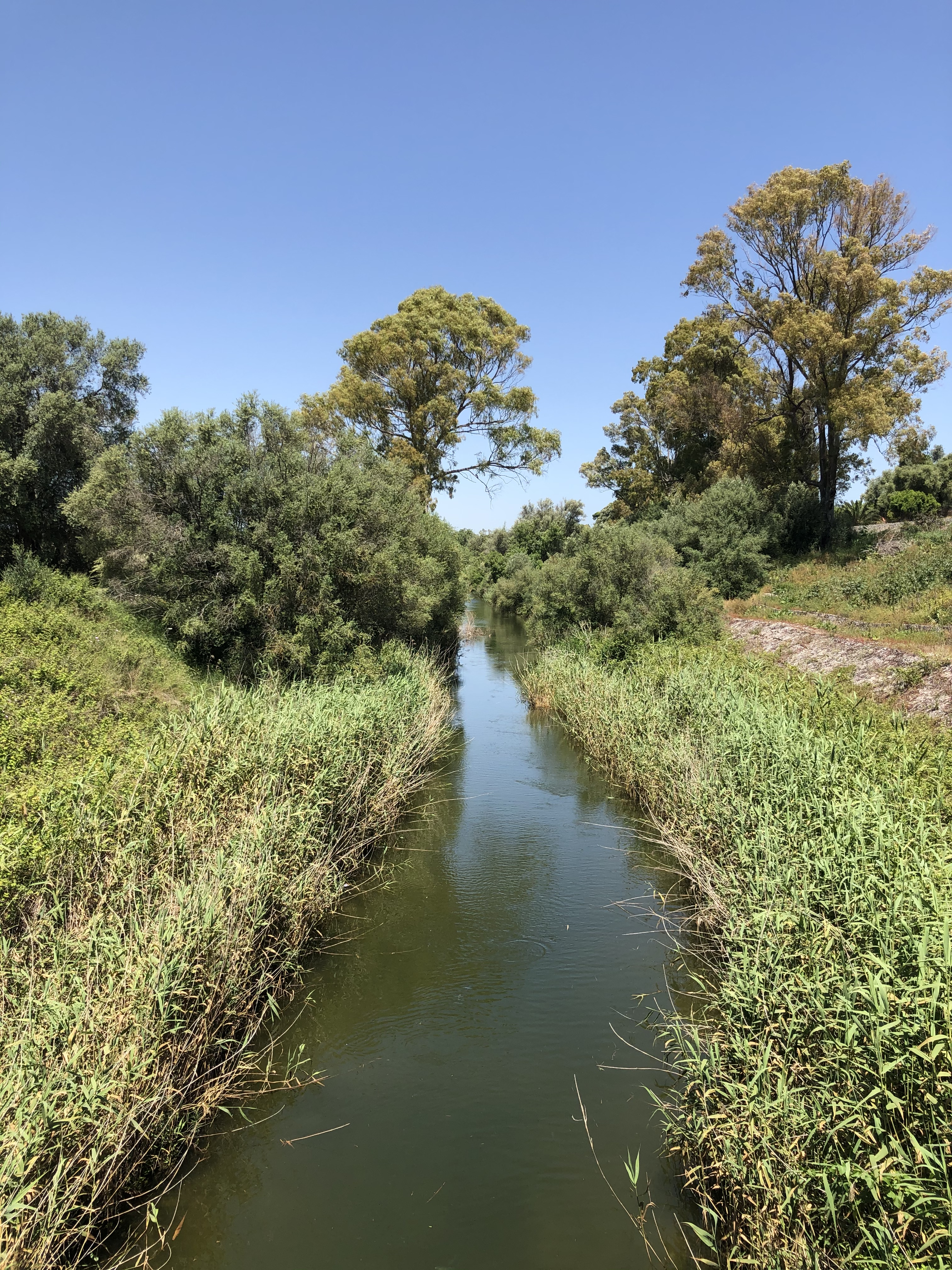
Il Mammaiabica nella riserva naturale del Ciane
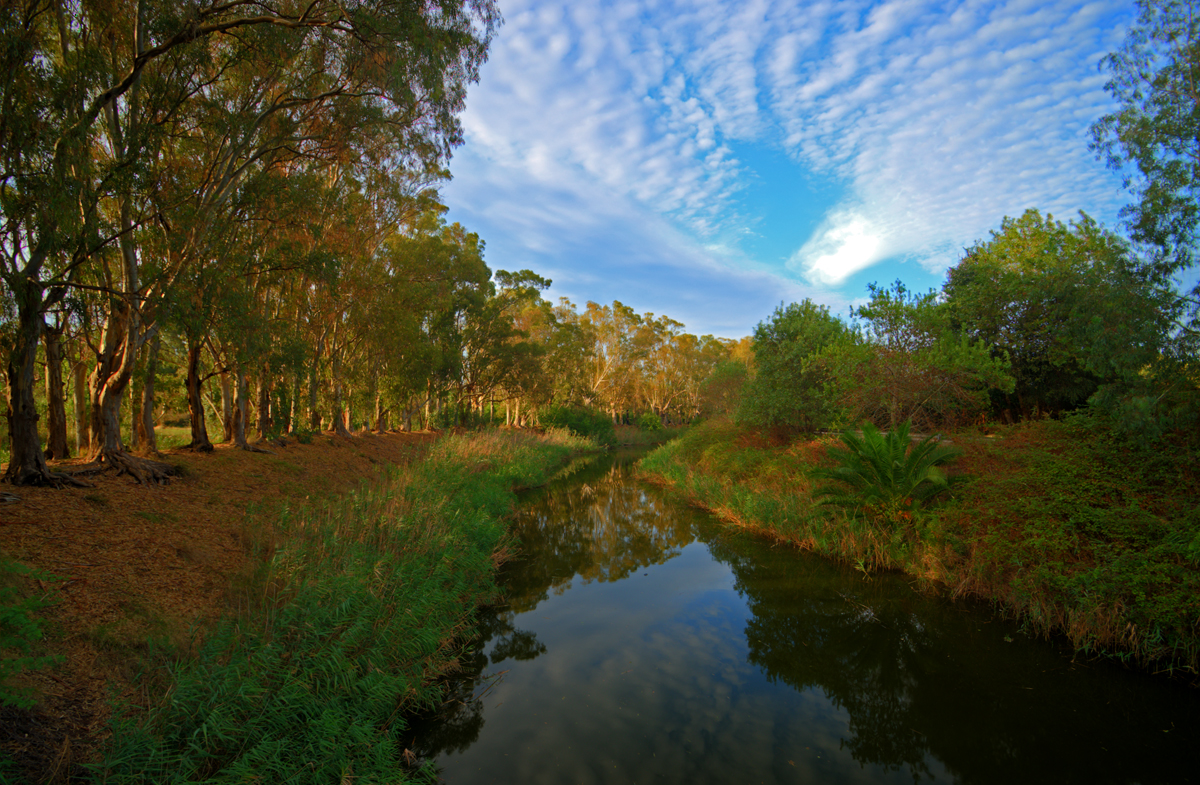
Il Mammaiabica nella riserva naturale del Ciane, poco prima di sfociare
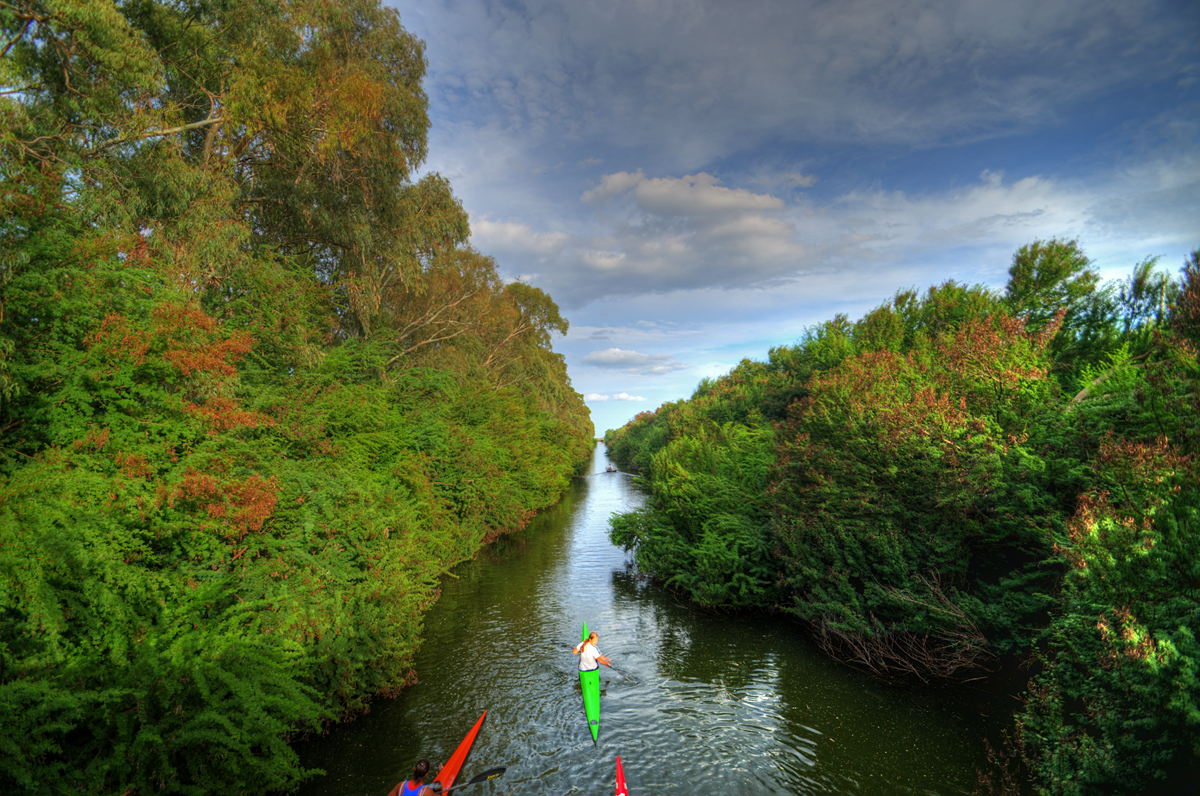
Canoe al fiume Mammaiabica
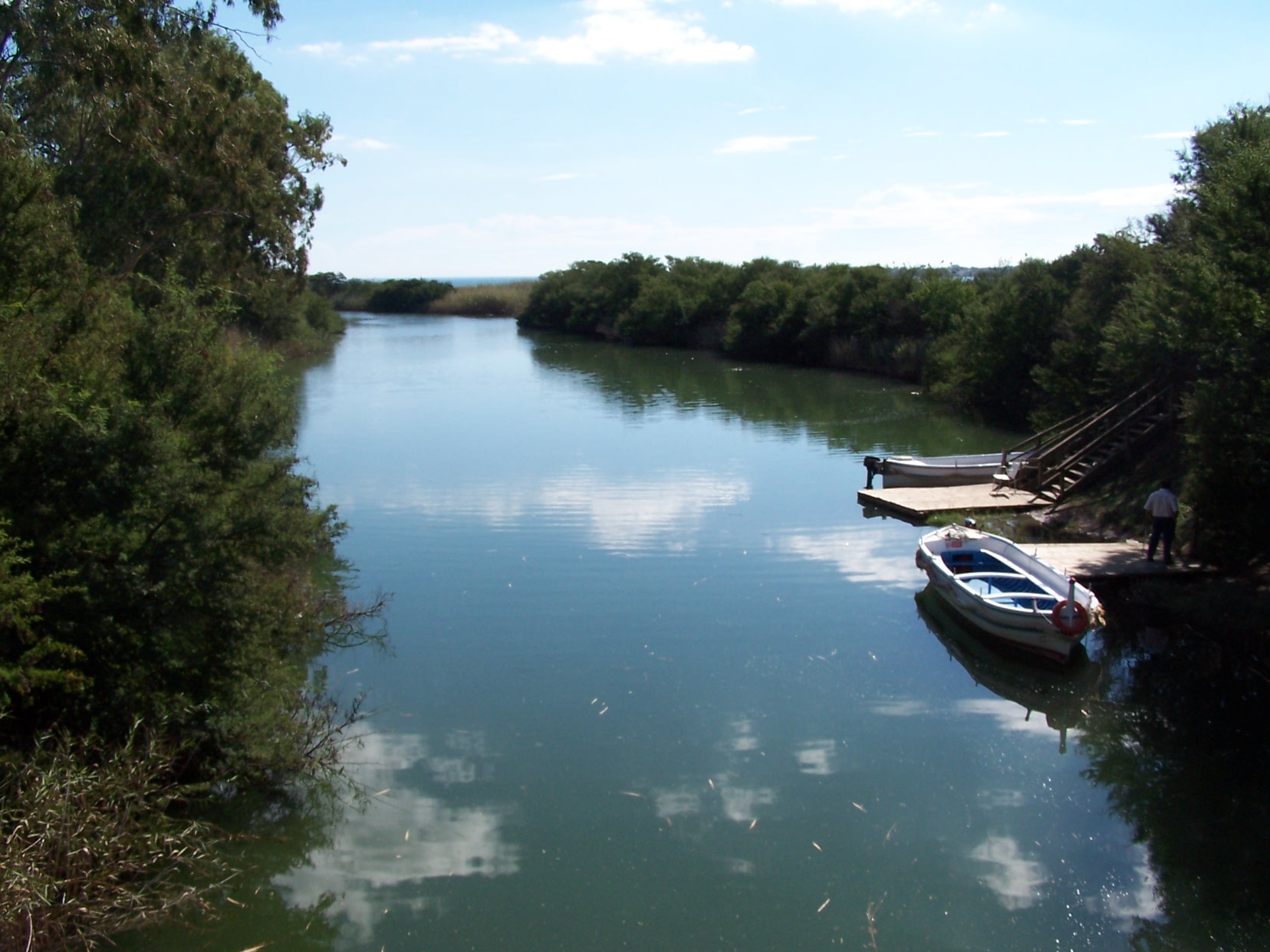
La foce del Mammaiabica